# Valtesse de La Bigne

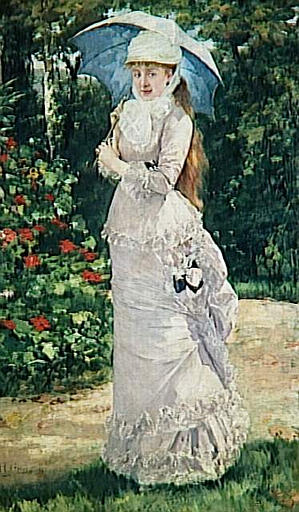
Valtesse de La Bigne in 1889, geschilderd door Henri Gervex

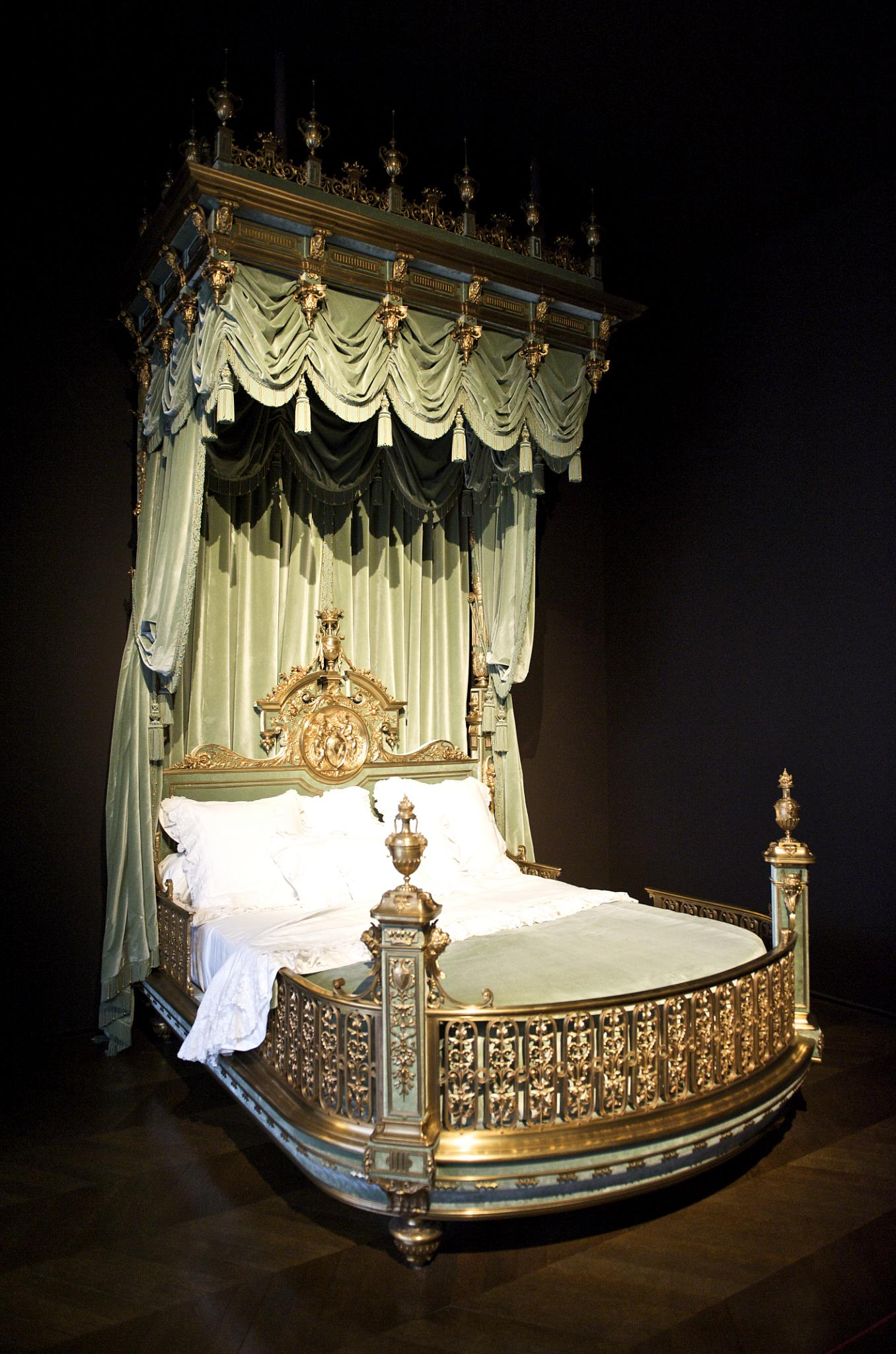
Het praalbed van De La Bigne, vervaardigd in 1875

Émilie-Louise Delabigne, ook bekend als gravin Valtesse de La Bigne (Parijs, 1848 — Ville-d'Avray, 29 juli 1910) was een Frans courtisane en demi-mondaine.

## Biografie
De La Bigne was een dochter van een gewelddadige, alcoholverslaafde vader en een wasvrouw uit Normandië, die in de prostitutie was beland. Ze had zes broers en zussen en ging op haar tiende in een snoepwinkel aan het werk. Op haar dertiende werd ze op straat verkracht door een oudere man. De La Bigne modelleerde enige tijd voor de schilder Jean-Baptiste Corot, maar werd niet lang daarna straatprostituee. Dit beroep was illegaal en hield het risico in om gearresteerd en/of voor straf kaalgeschoren te worden.
De La Bigne zag snel kans om rijkere klanten aan de haak te slaan. Op zondag ging ze naar het Bal Mabille, een dansgelegenheid in de open lucht, om er te leren dansen. Ook werkte ze in een naaiatelier voor lingerie, waar veel hogere officieren kwamen. Ze werd verliefd op de twintigjarige Richard Fossey, met wie ze twee kinderen kreeg, zonder dat ze trouwden. Fossey verliet haar na twee jaar en De La Bigne bracht haar beide kinderen onder bij haar moeder.

### 'Courtisane van heel Parijs'
Ze nam zich voor nooit meer te trouwen, maar geld en sociale status op andere wijzen te verkrijgen. Ze nam het pseudoniem 'Valtesse' aan en bleef als prostituee werken, waarbij ze vooral klandizie kreeg van zogenaamde 'brésiliens', bezoekende buitenlanders. De La Bigne werd vervolgens de maîtresse van Jacques Offenbach, die haar een kleine rol bezorgde in de langlopende opera Orphée aux enfers. Dankzij Offenbach kon ze het zich permitteren in chique restaurants te dineren, waar ze Émile Zola, Gustave Flaubert en Guy de Maupassant ontmoette. 
Ten tijde van het beleg van Parijs werd ze door Napoleon III in de adelstand verheven. Na de Frans-Duitse Oorlog vestigde ze zich definitief als courtisane en ze versleet een serie van vermogende minnaars. Daaronder bevond zich Boson de Talleyrand-Périgord, prins van Żagań, die ze tot bankroet dreef door hem voor haar een enorm stadspaleis te laten bouwen aan de boulevard Malesherbes. De La Bigne ontwikkelde een hang naar kunst en literatuur en kocht een privékoets om zich door geheel Parijs te laten vervoeren. Ook kocht ze een vorstelijk herenhuis in Ville-d'Avray, dat ze vol liet hangen met portretten van fictieve leden van de zogenaamde La Bigne-familie. In 1876 publiceerde ze een autobiografische roman getiteld Isola, die geen succes werd.

### Bevriend met kunstenaars
Het bed in de grote slaapkamer van haar huis moet Émile Zola geïnspireerd hebben tot een beschrijving in zijn roman Nana: "Zo'n bed was er nog nooit, een altaar, een troon waarop Parijs haar soevereine naaktheid kwam bewonderen [..]". Naar verluidt was De La Bigne niet ingenomen met de beschrijving, die onder meer het zinsdeel "sporen van tedere dwaasheid en opzichtige praal" bevatte. Behalve de inspiratiebron voor het personage Nana in de genoemde roman, was De La Bigne dat voor de heldin in La Nichina van Hugues Rebell en het personage Altesse in de lesbische roman Idylle Saphique van haar goede vriendin Liane de Pougy.
De schilder Henri Gervex, die kortstondig haar minnaar was, nam haar als model voor de courtisane in het schilderij Le Mariage civil (het burgerlijk huwelijk), dat de trouwzaal van het 19e arrondissement sierde. Daarnaast onderhield ze (liefdes)relaties met onder meer de schilders Édouard Manet, Gustave Courbet, Édouard Detaille en Eugène Boudin. Ook was ze goed bekend met schrijvers als Octave Mirbeau, Arsène Houssaye en Théophile Gautier. 
Ze bouwde een enorme kunstcollectie op, die medio 1902 bij Hôtel Drouot geveild werd. Haar vorstelijke bed schonk ze in dezelfde periode aan het Musée des Arts Décoratifs, waar het thans nog steeds staat. Ze verkocht haar stadspaleis in het centrum en woonde in haar herenhuis in Ville-d'Avray, waar ze jonge vrouwen tot courtisane opleidde. De La Bigne overleed op 62-jarige leeftijd aan de gevolgen van een inwendige bloeding.